# Oza (Teo)
Oza o Santa Eulalia de Oza (llamada oficialmente Santa Baia de Oza) es una parroquia española del municipio de Teo, en la provincia de La Coruña, Galicia.

## Entidades de población
Entidades de población que forman parte de la parroquia:
- Agoso
- Cachóns
- Castres
- Cepeda
- Eo dos Ferreiros (Eio dos Ferreiros)
- Eo dos Menecos (Eio dos Menecos)
- Gondelle
- Hermida (A Ermida), formado por una aldea y un diseminado:
  - La Palloza
  - Diseminado
- Laña
- Outeiro (O Outeiro)
- Piro (O Piro)
- Ribas
- Vilanova
- Os Verxeles, formado por la unión de las urbanizaciones de:[4]
  - Os Verxeles
  - A Palloza

## Demografía
| Gráfica de evolución demográfica de Oza entre 2000 y 2019 |
|                                                           |
| Datos según el nomenclátor publicado por el INE.          |